# Philipp Max
Philipp Martin Max (* 30. September 1993 in Viersen) ist ein deutscher Fußballspieler. Der Linksverteidiger steht seit August 2024 bei Panathinaikos Athen unter Vertrag. Max absolvierte 2020 drei Spiele für die A-Nationalmannschaft. Sein Vater ist der frühere Bundesliga-Torschützenkönig Martin Max.

## Karriere

### Vereine

#### Anfänge
Philipp Max wurde im niederrheinischen Viersen geboren, als sein Vater bei Borussia Mönchengladbach unter Vertrag stand. Seine Mutter war ebenfalls Fußballspielerin und spielte in der Westfalen-Auswahl. Nach vier Spielzeiten für den FC Schalke 04 – von 1995 bis 1999 – wechselte sein Vater 1999 zum TSV 1860 München. Philipp Max begann 2000 schließlich in Vaterstetten, wenige Kilometer östlich von München, beim SC Baldham mit dem Fußballspielen und wechselte in die Nachwuchsabteilung des TSV 1860 München. 2007 wechselte er in das Nachwuchsleistungszentrum des FC Bayern München. Max und seine Mutter lebten auch während des einjährigen Gastspiels von Martin Max bei Hansa Rostock in der Metropolregion München.

#### FC Schalke 04
Im Jahr 2010 zog er mit seiner Familie nach Haltern am See und wechselte in die Knappenschmiede des FC Schalke 04. Mit dem FC Schalke 04 gewann er 2012 die Deutsche A-Juniorenmeisterschaft.
Im Sommer 2012 rückte Max in die zweite Mannschaft des FC Schalke 04 auf, mit der er in der Regionalliga West spielte und sich zum Stammspieler entwickelte. Am 25. März 2014 (17. Spieltag) kam er zu seinem ersten Einsatz in der Bundesliga; beim 0:0 im Revierderby bei Borussia Dortmund wurde er in der Nachspielzeit für Julian Draxler eingewechselt. Einen zweiten Kurzeinsatz hatte er am 28. März 2014 (28. Spieltag) beim 2:0-Sieg im Heimspiel gegen Hertha BSC, als er in der Nachspielzeit erneut für Draxler eingewechselt wurde.

#### Karlsruher SC
Zur Saison 2014/15 wechselte er zum Zweitligisten Karlsruher SC. Seinen ersten Einsatz in der 2. Bundesliga bestritt er am 27. September 2014 (8. Spieltag) bei der 0:1-Niederlage im Heimspiel gegen den FC Ingolstadt 04. Zuvor war er lediglich einmal für die zweite Mannschaft zum Einsatz gekommen. Ab der Rückrunde war er Stammspieler der Karlsruher auf der Position des linken Außenverteidigers und kam in jedem Spiel über die gesamte Spieldauer zum Einsatz. In 22 Spielen bereitete er ein Tor vor. Als Drittplatzierter nahm er mit seiner Mannschaft gegen den Drittletzten der Bundesliga, den Hamburger SV, in den Relegationsspielen um den Aufstieg in die Bundesliga teil; scheiterte jedoch knapp mit 2:3 nach Hin- und Rückspiel.
Sein letztes Spiel für den Karlsruher SC bestritt er in der Folgesaison am 25. Juli 2015 (1. Spieltag) bei der 0:1-Niederlage im Auswärtsspiel der Zweitligabegegnung mit der SpVgg Greuther Fürth.

#### FC Augsburg
Ab dem 4. August 2015 gehörte er dem Kader des Bundesligisten FC Augsburg an und sollte den zum FC Chelsea abgewanderten Abdul Rahman Baba ersetzen. Als Linksverteidiger in einer Vierer- oder Fünferkette wurde Max rasch zur Stammkraft und spielte mit der Mannschaft auch im Europapokal. Sein erstes Bundesligaspiel für den FCA bestritt er am 1. Saisonspieltag bei der 0:1-Niederlage im Heimspiel gegen Hertha BSC. Die Saison schloss der Verteidiger mit seiner Mannschaft als Zwölfter ab.
Wegen seiner Teilnahme an den Olympischen Sommerspielen, die mit der Silbermedaille gekrönt wurde, verpasste Max den Auftakt der Saison 2016/17. Nach seiner Rückkehr setzte ihn Cheftrainer Dirk Schuster bis zur Winterpause im linken Mittelfeld ein, woraufhin Konstantinos Stafylidis auf Max’ alte Position rückte, zum Saisonende hin wurde diese Maßnahme wiederholt. Die Spielzeit 2017/18 wurde für den Rheinländer zu seiner bis dahin statistisch gesehen besten, seit er nach Augsburg gekommen war; ein Grund hierfür war auch der neue Übungsleiter Manuel Baum, den der Viersener noch aus der Realschule in München kannte. Max bespielte ausdauernd die linke Seite häufig bis in den gegnerischen Strafraum, schlug viele präzise und gefährliche Flanken und verdiente sich so im Vereinsumfeld den Titel eines „Flankengotts“. Er legte 13 Tore seiner Sturmkollegen auf, was unter anderem einen von ihnen, Michael Gregoritsch, dazu veranlasste, anzuerkennen, dass dieser „immer genau“ wisse, „wo im Strafraum sich die Angreifer“ genau befänden. Max selbst gab an, sich die Technik David Beckhams zum Vorbild genommen zu haben, um Bananenflanken schlagen zu können. Selbst der englische Guardian zählte ihn ob seiner Steigerung zu den zehn Akteuren, deren Leistungen sich im Vergleich zum Vorjahr stark verbessert hatten. Denn zusätzlich zu seinen Werten im Offensivspiel konnte er auch seine Fähigkeiten in der Verteidigung sowie seine Zweikampfwerte steigern.
Nach einer für Verein und Spieler eher durchwachsenen Saison, in der man nur knapp dem Abstieg entging, konnte sich der Linksaußen ab Sommer 2019 wieder in seiner Leistung steigern. Unter Baums Nachfolger Martin Schmidt gelangen ihm sechs Vorlagen sowie acht Tore, darunter sogar zwei „Doppelpacks“. Trotz der Schwächephasen hielt Max dem Verein nach wie vor die Treue und wurde auch im Umfeld des FC Augsburg weiter geschätzt. Er war im Laufe der Jahre durch sein professionelles Verhalten, sein extravagantes Äußeres – Tätowierungen oder häufig wechselnde Frisuren – aber auch seine Präsenz im Bereich Social Media zu einer Identifikationsfigur, vor allem für jüngere Anhänger, geworden.

#### PSV Eindhoven
Im Sommer 2020 wechselte Max in die niederländische Eredivisie zur PSV Eindhoven, wo er einen bis 30. Juni 2024 gültigen Vertrag erhielt und auf vier deutsche Mitspieler traf. Von Saisonbeginn an war er unter seinem Landsmann Roger Schmidt – den er als akribisch, energisch und empathisch beschrieb – Stammkraft auf der linken defensiven Außenbahn als Gegenpart zu Kapitän Denzel Dumfries auf Rechts. Nach Meister Ajax stellte die PSV die zweitbeste Defensive und wurde erneut Vizemeister. Das Team lief überwiegend in einem 4–4–2-System mit zwei Flügelstürmern auf, trotz allem konnte der Außenverteidiger zwölf Tore seiner Mitspieler vorbereiten und war somit als bester Vorlagengeber noch effektiver als der teamintern hinter ihm rangierende Stürmer Donyell Malen. In der Europa-League-Gruppenphase bereitete Max den durch Malen erzielten Siegtreffer gegen den FC Granada vor, woraufhin das Team letztendlich als Gruppensieger ins Sechzehntelfinale vordringen konnte. Auch in der heimischen Liga sorgten seine Torbeteiligungen für Punktgewinne gegen Heerenveen, Heracles Almelo und den FC Emmen.
Die Folgesaison begann für Max und seine Teamkameraden zunächst gut, Anfang August 2021 gewann man gegen Meister Ajax das Spiel um den nationalen Supercup. Im weiteren Saisonverlauf scheiterte die PSV aber erst an der Qualifikation zur Champions League und schied dann nach der Gruppenphase der Europa League aus. Dem Verteidiger gelangen sechs Torvorlagen sowie zwei eigene Treffer, im Winter fiel er über einen Monat durch eine COVID-19-Infektion aus. Nach einer Serie ungeschlagener Spiele ab dem 22. Spieltag wurde Max mit Eindhoven am Saisonende erneut Vizemeister hinter Amsterdam, das darüber hinaus auch im Endspiel um den KNVB-Pokal besiegt werden konnte. Der kicker bewertete Max nach Abschluss der Rückrunde neben deutschen Spielern im Ausland wie Karim Adeyemi, Lukas Podolski oder Julian Weigl als „auffällig“, wobei in dieser Rangliste nur Spieler aus anderen Ligen als den „Top 5“ (England, Spanien, Italien, Frankreich, Deutschland) berücksichtigt wurden.

#### Eintracht Frankfurt
Ende Januar 2023 wechselte Max zunächst auf Leihbasis bis Saisonende zum Bundesligisten Eintracht Frankfurt und folgte somit seinem ehemaligen Mannschaftskameraden Mario Götze. Ende Mai 2023 zog die Eintracht eine im Leihvertrag verankerte Kaufoption und stattete Max mit einem Vertrag bis 2026 aus.

#### Panathinaikos Athen
Anfang August 2024 sucht Philipp Max eine neue Herausforderung und wechselt mit sofortiger Wirkung zum griechischen Erstligisten Panathinaikos Athen.

### Nationalmannschaft

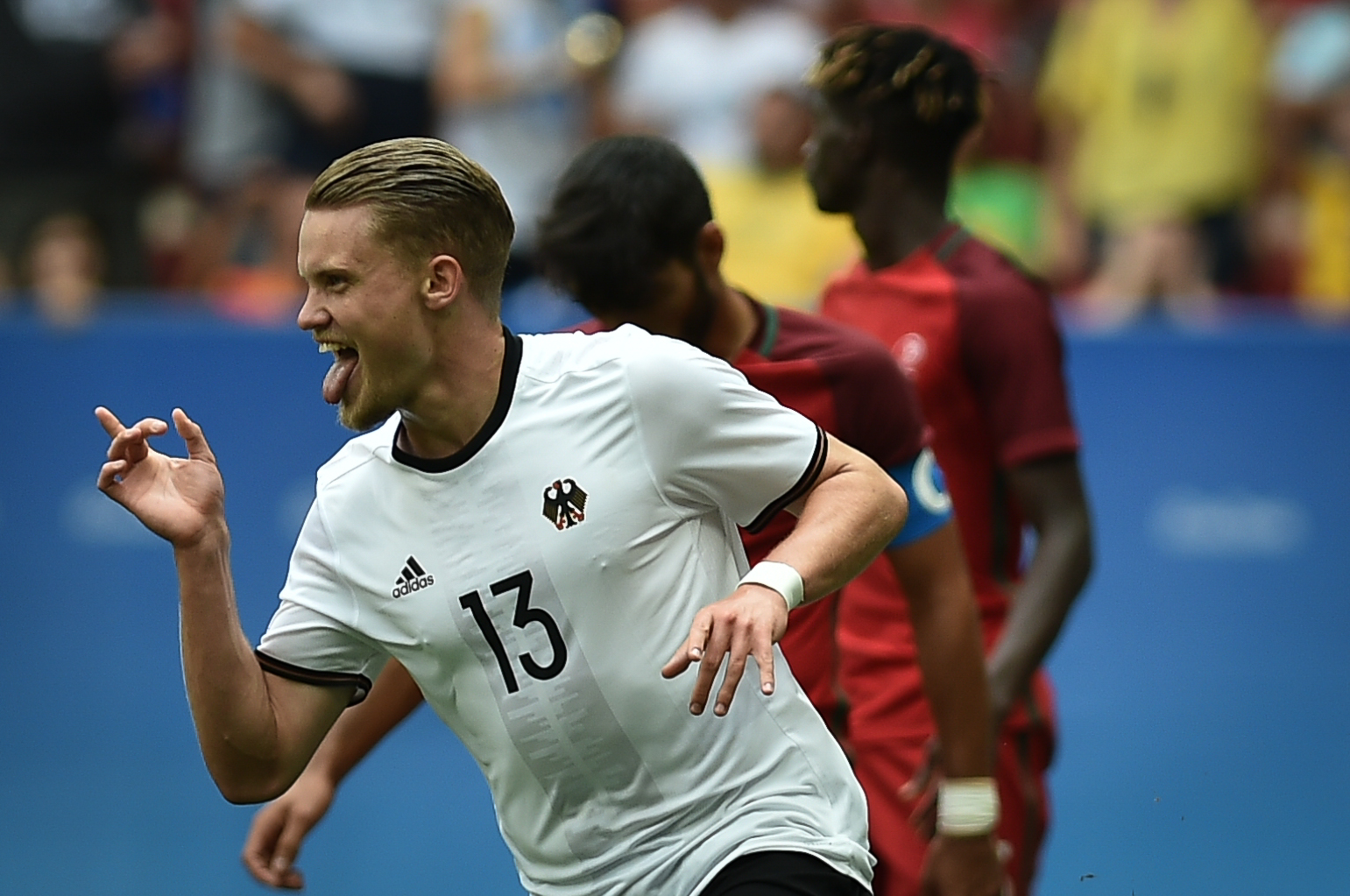
Max mit der Olympiaauswahl Deutschlands (2016)

Am 15. Juli 2016 wurde Max in den DFB-Kader für das olympische Fußballturnier 2016 in Rio de Janeiro berufen. Nachdem er im letzten Gruppenspiel beim 10:0-Sieg gegen die Auswahl Fidschis mit seiner Einwechslung für Jeremy Toljan zur Halbzeit zu seinem ersten Turniereinsatz gekommen war, erzielte er im Viertelfinale gegen die Auswahl Portugals seinen einzigen Turniertreffer zum 4:0-Endstand. Als unterlegener Finalist gegen die Auswahl Brasiliens errang er mit der Mannschaft die Silbermedaille.
Am 1. November 2016 wurde ihm gemeinsam mit der Olympiafußballmannschaft das Silberne Lorbeerblatt verliehen.
Am 6. November 2020 berief Bundestrainer Joachim Löw Max in den erweiterten Kader der A-Nationalmannschaft für das Freundschaftsspiel gegen Tschechien sowie die Spiele in der UEFA Nations League gegen die Ukraine und Spanien. Beim 1:0 gegen die Tschechen stand er im linken Mittelfeld als Gegenpart zum ebenfalls debütierenden Ridle Baku auf Rechts in der Startelf und bereitete den einzigen Treffer vor. Auch in den beiden Partien der Nations League stand Max anschließend in der Startelf, seitdem wurde er nicht mehr berücksichtigt.

## Erfolge
Nationalmannschaft
- Olympischer Silbermedaillengewinner: 2016

PSV Eindhoven
- Johan-Cruyff-Schale: 2021, 2022
- Niederländischer Pokalsieger: 2022

Ehrungen
- Mitglied der VDV 11: 2017/18
- Silbernes Lorbeerblatt (gemeinsam mit der Olympiafußballmannschaft von 2016)